# Kulturna dominacija
U marksističkoj filozofiji, kulturna dominacija je dominacija nad kulturno različitim društvom od strane vladajuće klase koja manipulira kulturom društva - uvjerenjima, pojmovima, percepcijama, vrijednostima i običajima - tako da mentalni sklop vladajuće klase postane prihvaćena kulturna norma. Kao univerzalna dominantna ideologija, vladajuća stranka pogrešno predstavlja sebe kao društveni, politički i ekonomski status quo , te objašnjava kako prirodni, vidljivi i drugi društveni uvjeti pogoduju svakoj društvenoj klasi, a ne da su samo umjetne društvene strukture koje koriste samo vladajućoj klasi.
U filozofiji i sociologiji, oznake i predznake pojma kulturna hegemonija potječu od starogrčke riječi hegemonia (ἡγεμονία), koja označava vodstvo i režim hegemona. U političkoj znanosti, dominacija je geopolitička dominacija koju provodi carstvo ili hegemon, vodeća država, koja vlada nad drugim državama carstva pomoću prijetnji intervencijama (neizravnim sredstvima moći) umjesto prijetnjama vojne agresije, izravne vladavine ili teritorijalne okupacije.

## Pozadina

### Povijesna pozadina
Godine 1848. Karl Marx je izjavio da će ekonomske krize i proturiječja kapitalističkog gospodarstva potaknuti radničku klasu na kapitalističku revoluciju, srušiti kapitalizam, te preoblikovati društvene institucije (ekonomske, političke, društvene) prema razumnim modelima socijalizma, i tako započeti prijelaz u komunističko društvo. Dakle, filozofske promjene u funkcioniranju ekonomije jednog društva određuju njegove društvene postavke (kultura i politika).
U tu je svrhu Antonio Gramsci predložio osnovnu razliku između politike koja je vezana za pozicijski i eksperimentalni rat. Pozicijski rat je intelektualna i kulturna borba u kojoj anti-kapitalistički revolucionar stvara određenu kapitalističku kulturu koja se suprotstavlja kulturnoj dominaciji buržoazije. Kapitalistička kultura povećava klasnu svijest, poučavarevolucionarnu teoriju i povijesnu analizu, te razvija revolucionarno organiziranje među društvenim klasama. Nakon pobjede u pozicijskom ratu, revolucionari bi imali potrebnu političku moć i podršku javnosti za revolucionarni socijalizam kroz realizaciju eksperimentalnog rata.

### Politička ekonomija
Kao marksistička filozofija, kulturna dominacija analizira zadatke ekonomske klase unutar baza i komponenti, iz čega Gramsci razvija zadatke društvene klase unutar društvenih struktura stvorenih od strane kulturne dominacije. U praksi kolonijalizma, kulturna dominacija se događa kada radničke i seljačke klase vjeruju i prihvaćaju da vladajuće strukture društva (dominantna ideologija nametnuta od strane vladajuće klase) realno opisuju prirodni poredak u društvu.
U ratu za položaj, inteligencija radničke klase politički obrazuje radničku klasu da postane svjesna da vladajuće strukture društva nisu prirodne i neizbježne, te da prepoznaju društvenu strukturu buržoazijske kulture koja funkcionira kao instrument socio-ekonomske dominacije, npr. institucije (država, crkva i društveni slojevi), kultura (običaji i tradicija) i uvjerenja (religije i ideologije) itd. Da bi ostvarili kulturu radničke klase, radnici i seljaci, putem svojih intelektualaca, moraju napraviti potrebnu analizu svoje kulture i nacionalne povijesti kako bi proleterijat promijenio stari način razmišljanja poretka stvari u društvu pod kulturnom dominacijom imperijalnih sila.

### Društvena dominacija
Kulturna hegemonija nije niti sekularna intelektualna praksa (politika i politike), niti jedinstveni sustav vrijednosti (ideologija), već kompleks društvenih odnosa proizvedenih društvenom stratifikacijom pojedinačnih društvenih struktura, te društvene slojeve. Društvena kohezija proizlazi iz toga što svaka društvena i ekonomska klasa ima specifičnu svrhu, a svaka klasa ima unutar-grupnu kontra-kulturu koja dopušta specifično ponašanje koje je različito od ponašanja drugih društvenih klasa; društvene strukture uspostavljaju i povezuju poredak. Slijedom dodijeljenih socio-ekonomskih ciljeva, društvene će se klase intelektualno stopiti u društvo s većim osjećajem nacionalne svijesti, određene dominantnom ideologijom vladajuće klase.
Gramsci je rekao da bi kulturne i povijesne analize "prirodnog poretka stvari u društvu" uspostavljene dominantnom ideologijom mogle omogučiti muškarcima i ženama da razumno sagledaju društvene strukture buržoazijske kulturne dominacije. U svakoj sferi života (privatnoj i javnoj) zdrav razum je nešto s čime se ljudi nose i shvaćaju svoj svakodnevni život unutar svog društvenog sloja, te unutar šireg društvenog poretka; međutim zdravi razum spriječava predožbu o iskorištavanju radnika što je omogućila kulturna hegemonija. Obzirom na poteškoće u analiziranju status quo u buržo-azijskoj kulturi (društvene i ekonomske klase), većina ljudi se bavi svojim osobnim problemima a ne preispituju temeljne izvore svoje društveno-ekonomske, individualne i kolektivne obespravljenosti.

## Inteligencija
Da bi uočili kulturnu hegemoniju vladajuće klase i borili se protiv nje, radnička i seljačka klasa ovise o moralnom i političkom vodstvu svog urođenog intelekta, učenjaka, akademika i nastavnika, znanstvenika, filozofa, administratora itd. iz njihovih specifičnih društvenih klasa; po tome Gramsci politički razlikuje intelektualce buržoazije od intelektualaca radničke klase te muškaraca i žena koji su zagovornici i protivnici kulturnog statusa quo:
Budući da ove različite kategorije tradicionalnih intelektualaca kroz esprit de corps doživljavaju svoj neprekinuti povijesni kontinuitet i svoje posebne kvalifikacije, oni se stoga ističu kao autonomni i nezavisni od ove dominantne društvene skupine. Ovo samoprocjenjivanje nije bez posljedica u ideološkom i političkom smislu i posljedice su širokog opsega. Cjelokupna idealistička filozofija lako se može povezati s ovom pozicijom, koju zauzima društveni kompleks intelektualaca, i može se definirati kao izraz te društvene utopije, prema kojoj intelektualci misle o sebi kao o "neovisnim" ,autonomnim, ostvareni vlastitim karakterom, itd.
Izbori iz Zatvorskih bilježnica Antonija Gramscija (1971.), str. 7-8.
Tradicionalni i nepristojni tipovi intelektualca koji nam daju književnici, filozofi i umjetnici. Stoga se i novinari, koji za sebe kažu da su književnici, filozofi, umjetnici, smatraju "pravim" intelektualcima. U suvremenom svijetu tehničko obrazovanje industrijskih radnika, čak i u primitivnim i nekvalificiranim uvjetima proizvodi nove tipove intelektualaca...Postojanje novih intelektualaca ne može se više bazirati na rječitosti, koja je vanjski i trenutni pokretač osjećaja i strasti koja je aktivni sudionik u stvarnom životu sudjelovanju u praktičnom životu, kao stalni graditelj a ne samo pripovjedač.

Izbor iz zatvorskih bilježnica Antonija Gramscija (1971.), str. 9-10.

## Nakon Gramscija

### Njemački studentski pokret
Vođa njemačkog studentskog pokreta, Rudi Dutschke, je 1967. primijenio Gramscijeve analize kulturne hegemonije na politiku i društvo Zapadne Njemačke koristeći izraz "Dugi marš kroz institucije" da bi opisao koji ideološki posao je potreban za realizaciju pokreta. Asocijacija na Dugi marš (1934.–35.) Kineske narodno-oslobodilačke vojske upućuje na veliki posao koji je učinila radnička inteligencija da bi proizvela popularnu kulturu radničke klase koja će zamjeniti dominantnu ideologiju nametnutu kulturnom dominacijom.

### Ideološki državni aparati
U Ideologiji i ideološkim državnim aparatima (1970.), Louis Althusser opisuje kompleksne društvene odnose u različitim organima države te opisuje dominantnu ideologiju koja je popularna u društvu. Ideološki državni aparati (ISA) su mjesta ideoloških sukoba između društvnih klasa i društva kao npr. vojske i policije te represivnog državnog aparata (RSA), ISA potoji višestruko unutar samog društva.
Unatoč tome što vladajuća klasa kontrolira RSA, ideološki aparati države su mjesta gdje dolazi do klasne borbe, jer ISA nije jedinstvena društvena jezgra i postoji unutar društva..U javnoj i privatnoj klasnoj borbi ideološki aparati države (ISA) su preosjetljive zone jer se sastoje od elemenata dominantnih ideologija i prethodnih razmišljanja i zbog toga su mjesta kontinuirane klasne borbe zato je potrebna kontinuirana politička aktivnost u:
- religija ISA (svećenstvo)
- obrazovavnje ISA (javni i privatni školski sustavi)
- obitelj ISA (patrijarhalna obitelj)
- pravo ISA (policijski i pravni, sudski i kazneni sustavi)
- politički ISA (političke stranke)
- udruženje sindikata ISA
- mediji ISA (tisak, radio, televizija, internet, kino)
- kultura ISA (književnost, umjetnost, sport itd. )[15]

Parlamentarne strukture države, pomoću kojih izabrani političari provode volju naroda, također su ideološki aparat države jer daju kontrolu državi nad stanovništvom koje sudjeluje u političkim strankama. Politički sustav je sam po sebi ideološki aparat, jer podrazumijeva prihvaćanje ideološke fikcije od strane građana koja odgovara nekoj „određenoj“ stvarnosti, da su sastavni dijelovi [političkog] sustava, kao i princip njegova funkcioniranja, temelje se na ideologiji 'slobode' i 'jednakosti' pojedinačnih birača i 'slobodnog izbora' predstavnika naroda, od strane pojedinaca koji 'čine' narod”.

## Reference
1. ↑  Bullock, Alan; Trombley, Stephen, Editors (1999), The New Fontana Dictionary of Modern Thought Third Edition, pp. 387–88.
2. ↑  The Columbia Encyclopedia, Fifth Edition. (1994), p. 1215.
3. ↑  Comaroff, Jean; Comaroff, John L. 1991. Of Revelation and Revolution. ATLA Special Series. 1: Christianity, Colonialism, and Consciousness in South Africa. University of Chicago Press. Chicago.  (objavljeno 2008). str. 25. ISBN 9780226114477. Pristupljeno 7. listopada 2020.. Typically... the making of hegemony involves the assertion of control over various modes of symbolic production: over such things as educational and ritual processes, patterns of socialization, political and legal procedures, canons of style and self-representation, public communication, health and bodily discipline, and so on.
4. ↑  Hassig, Ross. 1994. Mesoamerica and the Aztecs. Mexico and the Spanish Conquest. 2 izdanje. University of Oklahoma Press. Norman.  (objavljeno 2014). str. 28. ISBN 9780806182087. Pristupljeno 7. listopada 2020.. The more a hegemonic empire relies on power (the perception that one can enforce one's desired goals) rather than force (direct physical action to compel one's goals), the more efficient it is, because the subordinates police themselves.
5. ↑  Ross Hassig, Mexico and the Spanish Conquest (1994), pp. 23–24.
6. ↑  L. Adamson, Walter. 2014. Hegemony and Revolution. Echo Point Books & Media
7. ↑  Badino, Massimiliano. 2020. Cultural Hegemony in a Scientific World. Brill
8. ↑  Hall, Stuart. 1986. The Problem of Ideology — Marxism without Guarantees. Journal of Communication Inquiry. 10 (2): 28–44. CiteSeerX 10.1.1.1033.1130. doi:10.1177/019685998601000203
9. ↑  Quintin Hoare and Geoﬀrey Nowell Smith (eds), Selections from the prison notebooks of Antonio Gramsci. Routledge. 11. lipnja 2014. str. 93–94. ISBN 978-1-315-87219-3
10. ↑  Quintin Hoare and Geoﬀrey Nowell Smith (eds), Selections from the prison notebooks of Antonio Gramsci. Routledge. 11. lipnja 2014. str. 93–94. ISBN 978-1-315-87219-3
11. 1 2  Buttigieg, J. A. 2005. The Contemporary Discourse on Civil Society: A Gramscian Critique (PDF). Boundary 2. 32 (1): 33–52. doi:10.1215/01903659-32-1-33
12. ↑  Gramsci.  Buttigieg, Joseph A (ur.). Prison Notebooks. English critical izdanje. p 50 footnote 21. Inačica izvorne stranice arhivirana 16. lipnja 2010. Long March Through the Institutions21
13. ↑  Davidson, Carl. 6. travnja 2006. Strategy, Hegemony & 'The Long March': Gramsci's Lessons for the Antiwar Movement (web log).
14. ↑  Althusser, Louis. 2014. On The Reproduction of Capitalism. Verso. London/ New York. str. 74–75, 103–47, 177, 180, 198–206, 218–31, 242–6. ISBN 9781781681640
15. ↑  Althusser, Louis. 2014. On the Reproduction of Capitalism. Verso. London/ New York. str. 243. ISBN 9781781681640
16. ↑  Althusser, Louis. 2014. On the Reproduction of Capitalism. Verso. London/New York. str. 222–223

- Gramsci (archive). Marxists.
- International Gramsci society.
- Gramsci. journal. UOW. AU. Inačica izvorne stranice arhivirana 28. studenoga 2012. Pristupljeno 22. rujna 2009..
- Rethinking Marxism. Inačica izvorne stranice arhivirana 17. siječnja 2023. Pristupljeno 10. veljače 2023..
- Rethinking Marxism: Association for economic & social analysis. EI Net. Inačica izvorne stranice (review) arhivirana 21. veljače 2013. Pristupljeno 22. rujna 2009.
- Gramsci. Selections. Prison notebooks. Marxists.
- Gramsci. Prison notebooks. Marxists.

## Vanjske poveznice
- Gramsci (archive). Marxists.
- International Gramsci society.
- Gramsci. journal. UOW. AU. Inačica izvorne stranice arhivirana 28. studenoga 2012. Pristupljeno 22. rujna 2009..
- Rethinking Marxism. Inačica izvorne stranice arhivirana 17. siječnja 2023. Pristupljeno 10. veljače 2023..
- Rethinking Marxism: Association for economic & social analysis. EI Net. Inačica izvorne stranice (review) arhivirana 21. veljače 2013. Pristupljeno 22. rujna 2009.
- Gramsci. Selections. Prison notebooks. Marxists.
- Gramsci. Prison notebooks. Marxists